# Néstor Kirchner
Néstor Carlos Kirchner ([ˈnestoɾ ˈkaɾlos ˈkiɾʃneɾ] ⓘ; n. 25 februarie 1950, Río Gallegos⁠(d), Argentina – d. 27 octombrie 2010, El Calafate⁠(d), provincia Santa Cruz, Argentina) a fost un politician și jurist argentinian.
El a fost președinte al Argentinei între 2003 și 2007. Soția sa, Cristina Fernández de Kirchner, a fost președintele Argentinei între 2007 și 2015.